# CONCACAF Gold Cup 2025
Der CONCACAF Gold Cup 2025 war die 28. Ausspielung der Kontinentalmeisterschaft im Fußball für Nord-, Mittelamerika und die Karibik und die 18. unter der Bezeichnung Gold Cup. Er fand vom 14. Juni bis zum 6. Juli 2025 in den Vereinigten Staaten und Kanada statt. Etwa zur selben Zeit wurde in den USA auch die erweiterte FIFA-Klub-Weltmeisterschaft ausgetragen. Wie seit 2019 üblich nahmen 16 Mannschaften an der Endrunde teil. Es wurde zunächst in einer Gruppenphase in vier Gruppen zu je vier Mannschaften und danach im K.-o.-System gespielt.
Sieger wurde zum 13. Mal die mexikanische Mannschaft, die im Finale die USA mit 2:1 besiegte. Torschützenkönig wurde der Panamaer Ismael Díaz mit sechs Toren. Zum besten Spieler des Turniers wurde der Mexikaner Edson Álvarez bestimmt.

## Spielorte
Die Spielorte wurden von der CONCACAF im September 2024 bekanntgegeben. Die insgesamt 14 Stadien befanden sich in 13 Städten. Mit dem BC Place Stadium in Vancouver wurde auch ein kanadischer Spielort ausgewählt, das damit nach 2015 und 2023 zum dritten Mal Mitgastgeber war. Ein Großteil der Stadien befanden sich an der Westküste, um Konflikte mit der gleichzeitig größtenteils an der Ostküste ausgetragenen FIFA-Klub-Weltmeisterschaft 2025 zu vermeiden. So befanden sich allein in Kalifornien fünf und in Texas vier Stadien.
Im U.S. Bank Stadium in Minneapolis, im PayPal Park in San José sowie im BC Place Stadium in Vancouver fanden erstmals Gold-Cup-Spiele statt. Das AT&T Stadium in Arlington, das Shell Energy Stadium in Houston und das State Farm Stadium in Glendale waren hingegen jeweils zum insgesamt siebten und das NRG Stadium in Houston zum achten Mal Gastgeber.
Fünf der 14 Stadien verfügten über eine Kapazität zwischen 20.000 und 35.000 und sieben weitere zwischen 50.000 und 75.000 Zuschauer. Das größte Stadion war das AT&T Stadium in Arlington mit einer Kapazität von 80.000 Zuschauern, das kleinste Stadion, der PayPal Park in San José, bot Platz für 18.000 Zuschauer.
| Arlington                              | Austin                           | Carson                                       | Glendale                             | Houston                              |
| -------------------------------------- | -------------------------------- | -------------------------------------------- | ------------------------------------ | ------------------------------------ |
| AT&T Stadium Kapazität: 80.000         | Q2 Stadium Kapazität: 20.738     | Dignity Health Sports Park Kapazität: 27.000 | State Farm Stadium Kapazität: 63.400 | NRG Stadium Kapazität: 72.220        |
| AT&T Stadium                           | Q2 Stadium                       | Dignity Health Sports Park                   | State Farm Stadium                   | NRG Stadium                          |
| Houston                                | Inglewood                        | Minneapolis                                  | Paradise                             | San Diego                            |
| Shell Energy Stadium Kapazität: 22.039 | SoFi Stadium Kapazität: 70.240   | U.S. Bank Stadium Kapazität: 66.860          | Allegiant Stadium Kapazität: 61.000  | Snapdragon Stadium Kapazität: 32.000 |
| Shell Energy Stadium                   | SoFi Stadium                     | U.S. Bank Stadium                            | Allegiant Stadium                    | Snapdragon Stadium                   |
| San José                               | Santa Clara                      | St. Louis                                    | Vancouver                            |                                      |
| PayPal Park Kapazität: 18.000          | Levi’s Stadium Kapazität: 68.500 | Citypark Stadium Kapazität: 22.500           | BC Place Stadium Kapazität: 54.500   |                                      |
| PayPal Park                            | Levi’s Stadium                   | Citypark Stadium                             | BC Place Stadium                     |                                      |

## Teilnehmer

### Qualifikation
Wie seit dem Turnier 2019 wurden keine regionalen Qualifikationswettbewerbe mehr ausgetragen. Als Qualifikation diente die Gruppenphase und das Viertelfinale der CONCACAF Nations League 2024/25. So qualifizierten sich die vier Viertelfinalsieger aus Liga A und die jeweiligen Gruppensieger aus Liga B direkt für das Turnier. Die restlichen Teilnehmer wurden über zwei Qualifikationsrunden ermittelt, an denen alle anderen Mannschaften aus Liga A, die beiden besten Gruppenzweiten aus Liga B und die vier Aufsteiger aus Liga C teilnahmen.
In der ersten Runde spielten die Mannschaften aus Liga A und Liga C jeweils gegeneinander, wobei die Spielpaarungen schon vor dem Beginn der Nations League blind festgelegt worden waren. Die Mannschaften aus Liga A hatten dabei im Rückspiel Heimrecht. Für die zweite Runde wurden die 14 Teilnehmer entsprechend ihrer Position im CONCACAF Ranking Index vom November 2024 gesetzt. Die so auf Platz 1 liegende Mannschaft spielte gegen die auf Platz 14, Platz 2 gegen Platz 13 usw. Die sieben Sieger der zweiten Runde erreichten die Endrunde. Zusätzlich nahm als Gaststarter die Nationalmannschaft aus Saudi-Arabien am Gold Cup teil.

#### Erste Runde
Die Hinspiele wurden am 14. und 15. November, die Rückspiele am 18. und 19. November 2024 ausgetragen.
|                     | Gesamt |                     | Hinspiel  | Rückspiel |
| ------------------- | ------ | ------------------- | --------- | --------- |
| Cayman Islands      | 0:7    | Guadeloupe          | 0:6 (0:3) | 0:1 (0:0) |
| St. Kitts und Nevis | 2:5    | Kuba                | 2:1 (1:1) | 0:4 (0:2) |
| Belize              | 4:3    | Französisch-Guayana | 2:1 (0:0) | 2:2 (1:0) |
| Barbados            | 4:9    | Guyana              | 1:4 (1:1) | 3:5 (0:3) |

#### Zweite Runde
Die Hinspiele wurden am 21. März, die Rückspiele am 25. März 2025 ausgetragen.
|                                | Gesamt |                     | Hinspiel  | Rückspiel |
| ------------------------------ | ------ | ------------------- | --------- | --------- |
| Belize                         | 01:13  | Costa Rica          | 0:7 (0:3) | 1:6 (0:4) |
| St. Vincent und die Grenadinen | 1:4    | Jamaika             | 1:1 (0:0) | 0:3 (0:1) |
| Bermuda                        | 3:7    | Honduras            | 3:5 (2:0) | 0:2 (0:0) |
| Guyana                         | 3:4    | Guatemala           | 3:2 (2:1) | 0:2 (0:1) |
| Kuba                           | 1:6    | Trinidad und Tobago | 1:2 (1:1) | 0:4 (0:2) |
| Suriname                       | 2:0    | Martinique          | 1:0 (0:0) | 1:0 (0:0  |
| Guadeloupe                     | 2:0    | Nicaragua           | 1:0 (1:0) | 1:0 (0:0) |

### Auslosung
Die Gruppenauslosung fand am 10. April 2025 in Miami im US-Bundesstaat Florida statt. Die Mannschaften wurden entsprechend ihrer Position im CONCACAF Ranking Index von März 2025 auf vier Lostöpfe verteilt. Als Gruppenköpfe gesetzt waren Mexiko in Gruppe A, Kanada in Gruppe B, Panama in Gruppe C und die USA in Gruppe D. Als Gast nahm zum ersten Mal die Mannschaft aus Saudi-Arabien teil, die sich bei der Auslosung im letzten Topf befand.
| Topf 1: - Mexiko (1) - Kanada (2) - Panama (3) - USA (4) Topf 2: - Costa Rica (5) - Jamaika (6) - Honduras (7) - Haiti (8) | Topf 3: - Guatemala (9) - Trinidad und Tobago (10) - El Salvador (11) - Suriname (12) Topf 4: - Guadeloupe (13) - Curaçao (15) - Dominikanische Republik (19) - Saudi-Arabien (Gast) |

| Gruppe A                        | Gruppe B            | Gruppe C           | Gruppe D                    |
| ------------------------------- | ------------------- | ------------------ | --------------------------- |
| Mexiko (Kader)                  | Kanada (Kader)      | Panama (Kader)     | Vereinigte Staaten (Kader)  |
| Costa Rica (Kader)              | Honduras (Kader)    | Jamaika (Kader)    | Haiti (Kader)               |
| Suriname (Kader)                | El Salvador (Kader) | Guatemala (Kader)  | Trinidad und Tobago (Kader) |
| Dominikanische Republik (Kader) | Curaçao (Kader)     | Guadeloupe (Kader) | Saudi-Arabien (Kader)       |

## Gruppenphase

### Gruppe A
| Pl. | Land                    | Sp. | S | U | N | Tore    | Diff. | Punkte |
| --- | ----------------------- | --- | - | - | - | ------- | ----- | ------ |
| 1.  | Mexiko                  | 3   | 2 | 1 | 0 | 005:200 | +3    | 07     |
| 2.  | Costa Rica              | 3   | 2 | 1 | 0 | 006:400 | +2    | 07     |
| 3.  | Dominikanische Republik | 3   | 0 | 1 | 2 | 003:500 | −2    | 01     |
| 4.  | Suriname                | 3   | 0 | 1 | 2 | 003:600 | −3    | 01     |

| 14. Juni 2025, 19:15 Uhr (15. Juni, 4:15 Uhr MESZ) in Inglewood |   |                     |           |
| Mexiko                                                          | – | Dominikan. Republik | 3:2 (1:0) |
| 15. Juni 2025, 20:00 Uhr (16. Juni, 5:00 Uhr MESZ) in San Diego |   |                     |           |
| Costa Rica                                                      | – | Suriname            | 4:3 (2:1) |
| 18. Juni 2025, 18:00 Uhr (19. Juni, 1:00 Uhr MESZ) in Arlington |   |                     |           |
| Costa Rica                                                      | – | Dominikan. Republik | 2:1 (1:1) |
| 18. Juni 2025, 21:00 Uhr (19. Juni, 4:00 Uhr MESZ) in Arlington |   |                     |           |
| Suriname                                                        | – | Mexiko              | 0:2 (0:0) |
| 22. Juni 2025, 19:00 Uhr (23. Juni, 4:00 Uhr MESZ) in Paradise  |   |                     |           |
| Mexiko                                                          | – | Costa Rica          | 0:0       |
| 22. Juni 2025, 21:00 Uhr (23. Juni, 4:00 Uhr MESZ) in Arlington |   |                     |           |
| Dominikan. Republik                                             | – | Suriname            | 0:0       |

### Gruppe B
| Pl. | Land        | Sp. | S | U | N | Tore    | Diff. | Punkte |
| --- | ----------- | --- | - | - | - | ------- | ----- | ------ |
| 1.  | Kanada      | 3   | 2 | 1 | 0 | 009:100 | +8    | 07     |
| 2.  | Honduras    | 3   | 2 | 0 | 1 | 004:700 | −3    | 06     |
| 3.  | Curaçao     | 3   | 0 | 2 | 1 | 002:300 | −1    | 02     |
| 4.  | El Salvador | 3   | 0 | 1 | 2 | 000:400 | −4    | 01     |

| 17. Juni 2025, 17:15 Uhr (18. Juni, 2:15 Uhr MESZ) in San José  |   |             |           |
| Curaçao                                                         | – | El Salvador | 0:0       |
| 17. Juni 2025, 19:30 Uhr (18. Juni, 4:30 Uhr MESZ) in Vancouver |   |             |           |
| Kanada                                                          | – | Honduras    | 6:0 (2:0) |
| 21. Juni 2025, 18:00 Uhr (22. Juni, 1:00 Uhr MESZ) in Houston   |   |             |           |
| Curaçao                                                         | – | Kanada      | 1:1 (0:1) |
| 21. Juni 2025, 21:00 Uhr (22. Juni, 4:00 Uhr MESZ) in Houston   |   |             |           |
| Honduras                                                        | – | El Salvador | 2:0 (1:0) |
| 24. Juni 2025, 19:00 Uhr (25. Juni, 4:00 Uhr MESZ) in San José  |   |             |           |
| Honduras                                                        | – | Curaçao     | 2:1 (1:1) |
| 24. Juni 2025, 21:00 Uhr (25. Juni, 4:00 Uhr MESZ) in Houston   |   |             |           |
| Kanada                                                          | – | El Salvador | 2:0 (0:0) |

### Gruppe C
| Pl. | Land       | Sp. | S | U | N | Tore    | Diff. | Punkte |
| --- | ---------- | --- | - | - | - | ------- | ----- | ------ |
| 1.  | Panama     | 3   | 3 | 0 | 0 | 010:300 | +7    | 09     |
| 2.  | Guatemala  | 3   | 2 | 0 | 1 | 004:300 | +1    | 06     |
| 3.  | Jamaika    | 3   | 1 | 0 | 2 | 003:600 | −3    | 03     |
| 4.  | Guadeloupe | 3   | 0 | 0 | 3 | 005:100 | −5    | 0      |

| 16. Juni 2025, 16:00 Uhr (17. Juni, 1:00 Uhr MESZ) in Carson   |   |            |           |
| Panama                                                         | – | Guadeloupe | 5:2 (4:1) |
| 16. Juni 2025, 19:00 Uhr (17. Juni, 4:00 Uhr MESZ) in Carson   |   |            |           |
| Jamaika                                                        | – | Guatemala  | 0:1 (0:1) |
| 20. Juni 2025, 16:45 Uhr (21. Juni, 1:45 Uhr MESZ) in San José |   |            |           |
| Jamaika                                                        | – | Guadeloupe | 2:1 (2:1) |
| 20. Juni 2025, 21:00 Uhr (21. Juni, 4:00 Uhr MESZ) in Austin   |   |            |           |
| Guatemala                                                      | – | Panama     | 0:1 (0:1) |
| 24. Juni 2025, 18:00 Uhr (25. Juni, 1:00 Uhr MESZ) in Austin   |   |            |           |
| Panama                                                         | – | Jamaika    | 4:1 (3:1) |
| 24. Juni 2025, 18:00 Uhr (25. Juni, 1:00 Uhr MESZ) in Houston  |   |            |           |
| Guadeloupe                                                     | – | Guatemala  | 2:3 (0:2) |

### Gruppe D
| Pl. | Land                | Sp. | S | U | N | Tore    | Diff. | Punkte |
| --- | ------------------- | --- | - | - | - | ------- | ----- | ------ |
| 1.  | Vereinigte Staaten  | 3   | 3 | 0 | 0 | 008:100 | +7    | 09     |
| 2.  | Saudi-Arabien       | 3   | 1 | 1 | 1 | 002:200 | ±0    | 04     |
| 3.  | Trinidad und Tobago | 3   | 0 | 2 | 1 | 002:700 | −5    | 02     |
| 4.  | Haiti               | 3   | 0 | 1 | 2 | 002:400 | −2    | 01     |

| 15. Juni 2025, 15:00 Uhr (16. Juni, 0:00 Uhr MESZ) in San José  |   |                    |           |
| Vereinigte Staaten                                              | – | Trinidad u. Tobago | 5:0 (3:0) |
| 15. Juni 2025, 17:15 Uhr (16. Juni, 2:15 Uhr MESZ) in San Diego |   |                    |           |
| Haiti                                                           | – | Saudi-Arabien      | 0:1 (0:1) |
| 19. Juni 2025, 17:45 Uhr (20. Juni, 0:45 Uhr MESZ) in Houston   |   |                    |           |
| Trinidad u. Tobago                                              | – | Haiti              | 1:1 (0:0) |
| 19. Juni 2025, 20:15 Uhr (20. Juni, 3:15 Uhr MESZ) in Austin    |   |                    |           |
| Saudi-Arabien                                                   | – | Vereinigte Staaten | 0:1 (0:0) |
| 22. Juni 2025, 16:00 Uhr (23. Juni, 1:00 Uhr MESZ) in Paradise  |   |                    |           |
| Saudi-Arabien                                                   | – | Trinidad u. Tobago | 1:1 (0:1) |
| 22. Juni 2025, 18:00 Uhr (23. Juni, 1:00 Uhr MESZ) in Arlington |   |                    |           |
| Vereinigte Staaten                                              | – | Haiti              | 2:1 (1:1) |

## Finalrunde

### Spielplan
|  | Viertelfinale      | Viertelfinale |                    |       | Halbfinale | Halbfinale |  |  | Finale | Finale |
|  |                    |               |                    |       |            |            |  |  |        |        |
|  | Vereinigte Staaten | E2 (4)E       |                    |       |            |            |  |  |        |        |
|  | Costa Rica         | 2 (3)         |                    |       |            |            |  |  |        |        |
|  | Costa Rica         | 2 (3)         | Vereinigte Staaten | 2     |            |            |  |  |        |        |
|  |                    |               | Vereinigte Staaten | 2     |            |            |  |  |        |        |
|  |                    | Guatemala     | 1                  |       |            |            |  |  |        |        |
|  | Kanada             | Guatemala     | 1                  | 1 (5) |            |            |  |  |        |        |
|  | Kanada             |               |                    | 1 (5) |            |            |  |  |        |        |
|  | Guatemala          | E1 (6)E       |                    |       |            |            |  |  |        |        |
|  |                    |               | Vereinigte Staaten | 1     |            |            |  |  |        |        |
|  |                    | Mexiko        | 2                  |       |            |            |  |  |        |        |
|  | Mexiko             | 2             |                    |       |            |            |  |  |        |        |
|  | Saudi-Arabien      | 0             |                    |       |            |            |  |  |        |        |
|  | Saudi-Arabien      | 0             | Mexiko             | 1     |            |            |  |  |        |        |
|  |                    |               | Mexiko             | 1     |            |            |  |  |        |        |
|  |                    | Honduras      | 0                  |       |            |            |  |  |        |        |
|  | Panama             | Honduras      | 0                  | 1 (4) |            |            |  |  |        |        |
|  | Panama             |               |                    | 1 (4) |            |            |  |  |        |        |
|  | Honduras           | E1 (5)E       |                    |       |            |            |  |  |        |        |

E Sieg im Elfmeterschießen

### Viertelfinale
| 28. Juni 2025, 16:15 Uhr (29. Juni, 1:15 Uhr MESZ) in Glendale    |   |               |                      |
| Panama                                                            | – | Honduras      | 1:1 (1:0), 4:5 i. E. |
| 28. Juni 2025, 19:15 Uhr (29. Juni, 4:15 Uhr MESZ) in Glendale    |   |               |                      |
| Mexiko                                                            | – | Saudi-Arabien | 2:0 (0:0)            |
| 29. Juni 2025, 15:00 Uhr (22:00 Uhr MESZ) in Minneapolis          |   |               |                      |
| Kanada                                                            | – | Guatemala     | 1:1 (1:0), 5:6 i. E. |
| 29. Juni 2025, 18:00 Uhr (30. Juni, 1:00 Uhr MESZ) in Minneapolis |   |               |                      |
| Vereinigte Staaten                                                | – | Costa Rica    | 2:2 (1:1), 4:3 i. E. |

### Halbfinale
| 2. Juli 2025, 18:00 Uhr (3. Juli, 1:00 Uhr MESZ) in St. Louis   |   |           |           |
| Vereinigte Staaten                                              | – | Guatemala | 2:1 (2:0) |
| 2. Juli 2025, 19:00 Uhr (3. Juli, 4:00 Uhr MESZ) in Santa Clara |   |           |           |
| Mexiko                                                          | – | Honduras  | 1:0 (0:0) |

### Finale
| Vereinigte Staaten                                                            | Vereinigte Staaten | Mexiko | Mexiko |
| ----------------------------------------------------------------------------- | --- | --- | ------ |
| Vereinigte Staaten                                                            | \| Finale \| \| 6. Juli 2025 um 18:00 Uhr (7. Juli um 1:00 Uhr MESZ) in Houston (NRG Stadium) \| \| Zuschauer: 70.925 \| \| Schiedsrichter: Mario Escobar ( Guatemala) \| \| Spielbericht \| | \| Finale \| \| 6. Juli 2025 um 18:00 Uhr (7. Juli um 1:00 Uhr MESZ) in Houston (NRG Stadium) \| \| Zuschauer: 70.925 \| \| Schiedsrichter: Mario Escobar ( Guatemala) \| \| Spielbericht \|                                                                                       | Mexiko |
| Vereinigte Staaten                                                            | Matt Freese – Alex Freeman, Chris Richards, Tim Ream , Max Arfsten (86. John Tolkin) – Tyler Adams (82. Jack McGlynn), Luca de la Torre (69. Damion Downs), Sebastian Berhalter, Malik Tillman, Diego Luna (86. Brenden Aaronson) – Patrick Agyemang Cheftrainer: Mauricio Pochettino ( Argentinien) | Luis Malagón – Jorge Sánchez (86. Israel Reyes), César Montes, Johan Vásquez, Jesús Gallardo – Edson Álvarez , Gilberto Mora (75. Orbelín Pineda), Marcel Ruiz – Roberto Alvarado (87. César Huerta), Raúl Jiménez (86. Santiago Giménez), Alexis Vega Cheftrainer: Javier Aguirre | Mexiko |
| Vereinigte Staaten                                                            | 1:0 Richards (4.) | 1:1 Jiménez (27.) 1:2 Ed. Álvarez (77.) | Mexiko |
| Vereinigte Staaten                                                            | Adams (63.) | Montes (44.), Jiménez (85.) | Mexiko |
| Vereinigte Staaten                                                            | Spieler des Spiels: Raúl Jiménez (Mexiko) | | Mexiko |
| Finale                                                                        | | |        |
| 6. Juli 2025 um 18:00 Uhr (7. Juli um 1:00 Uhr MESZ) in Houston (NRG Stadium) | | |        |
| Zuschauer: 70.925                                                             | | |        |
| Schiedsrichter: Mario Escobar ( Guatemala)                                    | | |        |
| Spielbericht                                                                  | | |        |

## Beste Torschützen
Nachfolgend sind die besten Torschützen des Turnieres aufgeführt. Bei gleicher Anzahl an Toren sind die Spieler zunächst nach der Anzahl der Vorlagen und anschließend nach den Spielminuten sortiert.
| Rang | Spieler         | Tore | Vorlagen | Spielminuten |
| ---- | --------------- | ---- | -------- | ------------ |
| 01   | Ismael Díaz     | 6    | 0        | 328          |
| 02   | Diego Luna      | 3    | 2        | 416          |
| 03   | Malik Tillman   | 3    | 2        | 540          |
| 04   | Manfred Ugalde  | 3    | 1        | 268          |
| 05   | Tajon Buchanan  | 3    | 0        | 248          |
| 06   | Tomás Rodríguez | 3    | 0        | 254          |
| 07   | César Montes    | 3    | 0        | 443          |
| 08   | Raúl Jiménez    | 3    | 0        | 452          |

Zu diesen besten Torschützen mit mindestens drei Toren kommen 9 weitere mit jeweils zwei Toren, 38 weitere mit je einem Tor sowie zwei Eigentore.

## Schiedsrichter
Beim Turnier kamen die folgende 13 Schiedsrichter und 26 Schiedsrichter-Assistenten zum Einsatz. Drei Schiedsrichter stammten aus Mexiko und jeweils zwei aus Costa Rica, Guatemala und den USA. Von den Assistenten stammten sechs aus Mexiko, jeweils vier aus Costa Rica und den USA sowie je zwei aus El Salvador, Guatemala, Honduras und Trinidad und Tobago. Mit der Guatemaltekin Dilia Bradley, der Honduranerin Shirley Perelló sowie den Mexikanerinnen Karen Díaz, Katia García und Sandra Ramírez waren auch fünf Frauen im Einsatz.
Für den Videobeweis wurden 14 Videoassistenten eingesetzt. Von ihnen stammten jeweils drei aus Costa Rica, Mexiko und den USA sowie zwei aus Guatemala.
Hauptschiedsrichter
- Juan Gabriel Calderón
- Keylor Herrera
- Ismael Cornejo
- Mario Escobar
- Walter López
- Selvin Brown
- Oshane Nation
- Adonai Escobedo
- Marco Ortíz
- Katia García
- Kwinsi Williams
- Joe Dickerson
- Lukasz Szpala

Schiedsrichter-Assistenten
- William Arrieta
- William Chow
- Juan Mora
- Victor Ramirez
- Raymundo Feliz
- Juan Zumba
- Geovany García
- Humberto Panjoj
- Luis Ventura
- Gerson Orellana
- Roney Salinas
- Ojay Duhaney
- Leonardo Castillo
- Karen Díaz
- Michel Espinoza
- Michel Morales
- Sandra Ramírez
- Jorge Sánchez
- Keytzell Corrales
- Zachari Zeegelaar
- Ainsley Rochard
- Caleb Wales
- Cameron Blanchard
- Logan Brown
- Cory Richardson
- Nick Uranga

Videoassistenten
- Benjamin Whitty
- Yasith Monge
- Jesús Montero
- Benjamín Pineda
- Dilia Bradley
- Diego Ojer
- Shirley Perelló
- Daneon Parchment
- Óscar Macías
- Óscar Mejía
- Luis Enrique Santander
- Allen Chapman
- Edvin Jurisevic
- Chris Penso